# 天關增二
金牛座126，又名BD+16 841，HD 37711、SAO 94759、HR 1946，是金牛座的一颗恒星，视星等为4.86，位于銀經190.09，銀緯-7.31，其B1900.0坐标为赤經5h 35m 30.9s，赤緯+16° -7.31′ 56″。